# Parigi-Bourges 2015
La Parigi-Bourges 2015, sessantacinquesima edizione della competizione ciclistica e valevole come evento del circuito UCI Europe Tour 2015 categoria 1.1, si svolse l'8 ottobre 2015 su un percorso di 186,2 km. La vittoria fu appannaggio dell'irlandese Sam Bennett, il quale giunse al traguardo in 4h20'57", alla media di 42,813 km/h, precedendo il francese Nacer Bouhanni e l'italiano Giacomo Nizzolo.
Sul traguardo di Bourges 128 ciclisti, su 153 partenti, portarono a termine la competizione.

## Squadre e corridori partecipanti
| N.    | Cod. | Squadra                      |
| ----- | ---- | ---------------------------- |
| 1-8   | ALM  | AG2R La Mondiale             |
| 11-18 | TFR  | Trek Factory Racing          |
| 21-28 | FDJ  | FDJ                          |
| 31-38 | TCS  | Tinkoff-Saxo                 |
| 41-48 | COF  | Cofidis                      |
| 51-58 | BSE  | Bretagne-Séché Environnement |
| 61-68 | EUC  | Team Europcar                |
| 71-78 | BOA  | Bora-Argon 18                |
| 81-88 | WGG  | Wanty-Groupe Gobert          |
| 91-98 | TSV  | Topsport Vlaanderen-Baloise  |

| N.      | Cod. | Squadra                   |
| ------- | ---- | ------------------------- |
| 101-107 | M13  | Team Marseille 13-KTM     |
| 111-118 | AUB  | Auber 93                  |
| 121-128 | RLM  | Roubaix-Lille Métropole   |
| 131-138 | ADT  | Armée de Terre            |
| 141-148 | CCD  | Team Differdange-Losch    |
| 151-158 | BAI  | Bike Aid                  |
| 161-168 | WBC  | Wallonie-Bruxelles        |
| 171-178 | RDT  | Rabobank Development Team |
| 181-188 | ROT  | Roth-Škoda                |
| 191-198 | EUS  | Murias Taldea             |

## Ordine d'arrivo (Top 10)
| Pos. | Corridore          | Squadra      | Tempo    |
| ---- | ------------------ | ------------ | -------- |
| 1    | Sam Bennett        | Bora         | 4h20'57" |
| 2    | Nacer Bouhanni     | Cofidis      | s.t.     |
| 3    | Giacomo Nizzolo    | Trek         | s.t.     |
| 4    | Arnaud Démare      | FDJ          | s.t.     |
| 5    | Brice Feillu       | Bretagne-Sé. | s.t.     |
| 6    | Gediminas Bagdonas | AG2R         | s.t.     |
| 7    | Daniel McLay       | Bretagne-Sé. | s.t.     |
| 8    | Roy Jans           | Wanty        | s.t.     |
| 9    | Samuel Dumoulin    | AG2R         | s.t.     |
| 10   | Bert Van Lerberghe | Topsport Vl. | s.t.     |